# Billy Konchellah
Billy Komintai Konchellah (Kilgoris, 20 de outubro de 1961) é um ex-atleta meio-fundista queniano, bicampeão mundial de atletismo nos 800 metros rasos conquistando duas medalhas de ouro nos Mundiais de Roma 1987 e Tóquio 1991.
Surgiu no atletismo internacional disputando os 800 metros nos Jogos de Los Angeles 1984, onde chegou em quarto lugar na prova vencida pelo brasileiro Joaquim Cruz. Três anos depois, na segunda edição do Campeonato Mundial de Atletismo, em Roma, na Itália, ele venceu a prova – derrotando outro brasileiro, Zequinha Barbosa – em 1:43.06, recorde do Campeonato Mundial que se mantém até os dias de hoje, mais de três décadas depois. Quatro anos depois, em Tóquio, venceu novamente os 800 m – e novamente derrotando Zequinha Barbosa que ficou com a prata – com a marca de 1:43.90, tornando-se bicampeão mundial. Ele ainda disputaria a prova em mais um Mundial, em Stuttgart 1993, ficando com a medalha de bronze.
Konchellah nunca ganhou uma medalha olímpica. Sofrendo de crises constantes e prolongadas de asma, ele foi obrigado a ficar fora dos Jogos de Seul 1988 e Barcelona 1992, quando estava no auge da forma e da carreira, limitando-se ao quarto lugar da participação em Los Angeles.

## Crime e prisão
Em 2004 Konchellah foi envolvido por acusações de estupro na Inglaterra das quais foi absolvido, mas após o veredito foi deportado do país para a Finlândia, país que havia adotado para viver após encerrar sua carreira nos anos 90, e onde vivia na cidade de Oulu, casado com uma finlandesa e tendo uma filha; no país ele enfrentava mais duas acusações criminais de estupro contra duas jovens depois de drogá-las, uma deles de 16 anos (idade da maioridade legal na Finlândia). Konchellah foi considerado culpado e recebeu uma sentença de dois anos e meio de prisão, da qual foi liberado em 2006.